# Сумки (Марий Эл)
Сумки (мар. Сумка) — село в Горномарийском районе Республики Марий Эл. Входит в состав Емешевского сельского поселения.

## Географическое положение

Крестный ход из села Сумки до затопления Чебоксарской ГЭС

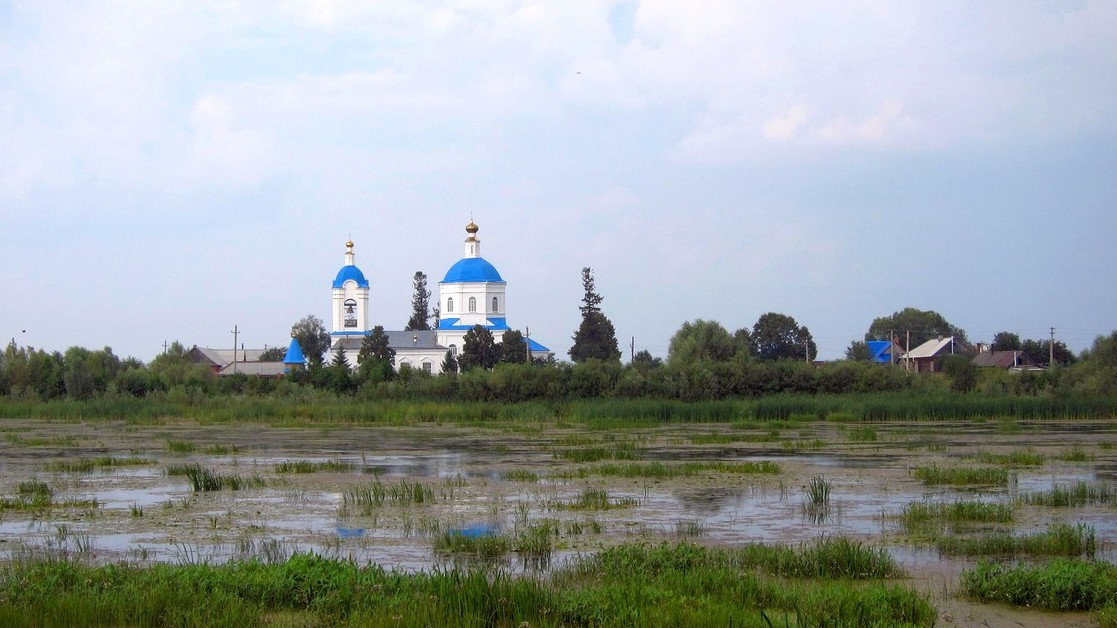
Вид на Рождественскую церковь в селе Сумки от устья реки Сумка, 2013 г.

Село расположено на правом берегу Волги на Чебоксарском водохранилище в устье реки Сумки напротив села Юрино. Своё название село получило от этой реки. Раньше через село проходил Московско-Казанский тракт, который ещё назывался Сибирским.

## История
Село было основано в конце XVII века архиерейскими крестьянами, переселёнными в эти места из других сёл. Все жители этого села по своему статусу являлись крепостными крестьянами Нижегородского архиерейского дома. Вначале село относилось к Козьмодемьянскому уезду Казанской губернии, а с 1779 года к Васильсурскому уезду Нижегородской губернии. В связи с национальной реформой село вошло в состав Марийской автономной области: в 1924 году входило в состав Юринского кантона, позднее в состав Юринского и Козьмодемьянского районов. Кроме того, с 1918 года село было центром Сумкинского сельского совета, а с 1928 года вошло в состав Емангашевского сельского совета.
Основными занятиями жителей села были хлебопашество и животноводство, а с конца XIX века основными занятиями стали работы, связанные с Волгой: речное судостроение, сплав, работа на пристанях.

## Население
| 1933 | 2002 | 2010 | 2013 | 2014 | 2015 |
| ---- | ---- | ---- | ---- | ---- | ---- |
| 1631 | ↘6   | ↘5   | ↘2   | →2   | →2   |

С середины 1960-х годов в связи с готовящимся запуском Чебоксарской ГЭС численность жителей стала резко уменьшаться. В настоящее время в селе остались только действующая Церковь Рождества Пресвятой Богородицы (построена в 1824 году) и несколько домов.